# Com a casa, enlloc
 Com a casa, enlloc (original: Four Christmases) és una pel·lícula estatunidenca dirigida per Seth Gordon, estrenada el 2008 i doblada al català.

## Argument
Brad i Kate, una parella de San Francisco, procedent de famílies reconstituïdes, havia pensat passar el Nadal en un lloc exòtic sota el sol, lluny de la seva família, es veu obligat a cancel·lar els seus plans i a assistir a quatre celebracions familiars de Nadal el mateix dia. Però aquestes reunions, en les quals afloren les pors de la infantesa i les ferides de l'adolescència, posaran en perill la seva relació. Mentre Brad no veu l'hora d'alliberar-se d'aquests compromisos, Kate comença a qüestionar-se el seu mode de vida i mirar amb altres ulls la seva família.

## Critiques
- Tenim dos cantants supervendes... I no canten? Bé, I què? També tenim un repartiment que ha guanyat 5 Oscars, i realment no necessiten actuar molt.[3]
- "Un Nadal i mig és el que val la pena celebrar de ' Com a casa, enlloc'. (...) El film té els seus moments divertits, però són massa pocs com per fer que aquesta excursió de vacances de Nadal valgui la pena.[4]

## Repartiment
- Vince Vaughn: Brad McVie, Orlando McVie
- Reese Witherspoon: Kate
- Robert Duvall: Howard McVie, el pare de Brad
- Sissy Spacek: Paula, la mare de Brad
- Jon Voight: Creighton, el pare de Kate
- Mary Steenburgen: Marilyn, la mare de Kate
- Dwight Yoakam: Pastor Phil
- Jon Favreau: Denver McVie, el germà de Brad
- Tim McGraw: Dallas McVie, el germà de Brad
- Kristin Chenoweth: Courtney, la germana de Kate
- Katy Mixon: Susan, la dona de Denver
- Colleen Camp: Tia Donna
- Jack Donner: Avi
- Steve Wiebe: Jim
- Skyler Gisondo: Connor McVie
- Patrick Van Horn: Darryl, el sogre de Brad
- Brian Baumgartner: Eric
- Cedric Yarbrough: Stan
- Creagen Dow: Sheep

## Banda original
1. Baby It's Cold Outside de Dean Martin i Martina McBride - 2:55
2. (There's No Place Like) Home for the Holidays de Perry Como - 2:51
3. Sleigh Ride de Ferrante & Teicher - 2:16
4. Christmas All Over Again de Tom Petty - 4:15
5. Season's Greetings de Robbers On High Street - 2:23
6. Jingle Bells Rock de Bobby Helms avec The Anita Kerr Singers - 2:11
7. The Christmas Song de Gavin DeGraw - 3:24
8. Cool Yule de Louis Armstrong - 2:55
9. I'll Be Home for Christmas de Dean Martin - 2:33
10. White Christmas de Bing Crosby - 2:59
11. O Little Town of Bethlehem de Sarah McLachlan - 3:53